# South Yorkshire
South Yorkshire – hrabstwo ceremonialne i metropolitalne w północnej Anglii, w regionie Yorkshire and the Humber. Hrabstwo obejmuje silnie zurbanizowany obszar w południowej części historycznego hrabstwa Yorkshire.
Powierzchnia hrabstwa wynosi 1552 km², a liczba ludności – 1 384 969 (2016) mieszkańców. Największym miastem, jedynym posiadającym status city, jest Sheffield. Innymi większymi miastami na terenie South Yorkshire są Rotherham, Barnsley oraz Doncaster. Ośrodkiem administracyjnym, do czasu likwidacji rady hrabstwa w 1986 roku, było Barnsley.
Środkowa i wschodnia część hrabstwa ma charakter nizinny, podczas gdy przez zachodnią przebiega pasmo Gór Pennińskich. Zachodni skraj hrabstwa znajduje się na terenie parku narodowego Peak District.
Obecność złóż węgla oraz budowa w XIX wieku pierwszych linii kolejowych, spowodowały gwałtowny rozwój przemysłu, zwłaszcza metalurgicznego. Wraz z górnictwem stanowił on podstawę gospodarki hrabstwa aż do drugiej połowy XX wieku, gdy zostały one w znacznym stopniu wyparte przez przemysł lekki.
Na północy South Yorkshire graniczy z hrabstwem West Yorkshire, na północnym wschodzie z North Yorkshire oraz East Riding of Yorkshire, na wschodzie z Lincolnshire, na południowym wschodzie z Nottinghamshire a na południu i zachodzie z Derbyshire.

## Podział administracyjny
W skład hrabstwa wchodzą cztery dystrykty.
1. Sheffield
2. Rotherham
3. Doncaster
4. Barnsley